# Kanchipuram

Estació de Kanchipuram

Kanchipuram, Kanchi, o Kancheepuram (abans Conjeeveram, versió anglesa del nom) és una ciutat i municipalitat de l'Índia, a Tamil Nadu, capital del districte de Kanchipuram, a la riba del riu Palar. La ciutat és famosa pels seus nombrosos temples (se la coneix com a "Ciutat dels 1000 temples"). la població al cens del 2001 era de 152.984 habitants (1901: 46.164). Entre el segle iii i el segle ix fou la capital del regne dels pallaves. El peregrí xinès Hiuen Tsiang la va visitar al segle vii. Després va passar als Cola (segles X a XIII) i fou capital del Tondamandalam, fins que el 1310 foren enderrocats pels musulmans; va passar aviat a Vijayanagar i el 1646 la van conquerir els musulmans de Golconda i fou un feu maratha després de 1677; va passar als mogols (1687) i va restar a les seves mans (o més aviat dels governadors) fins que la va conquerir Robert Clive el 1752 durant la lluita contra els francesos. En un contraatac d'aquestos el 1757 la ciutat fou incendiada; el 1758 els anglesos es van retirar quan els francesos amenaçaven Madras, però hi van tornar molt poc després. Fou objecte d'alguns combats en els següents anys. El 1866 es va crear la municipalitat.

## Llista de temples
Temples vaixnavites:
- Varadharaja Perumal
- Ashtabujakaram - Sri Adhikesava Perumal
- Tiruvekkaa - Sri Yathothkari
- Tiruththanka - Sri Deepa prakasa Perumal
- Tiruvelukkai - Sri Azhagiya Singar
- Tirukalvanoor - Sri Adi Varaha Swami
- Tiru oorakam - Sri Ulaganatha Swami
- Tiru neeragam - Sri Jagadeeshwarar
- Tiru kaaragam - Sri Karunagara Perumal
- Tirukaarvaanam - Sri Tirukaarvarnar
- Tiru paramechura vinnagaram - Sri Vaikunda Perumal
- Tiru pavala vannam - Sri Pavala Vanar
- Tiru paadagam - Sri Pandava Thoodar
- Tiru nilaaththingal thundam - Sri Nilathingal Thundathan Perumal
- Tirupputkuzhi - Sri Vijaya Raghava Perumal
- Parithiyur - Kalyana Varadharaja Perumal
- Neervalur - Sri veetrirunda Lakshmi Narayana Perumal
- Sri Aadhi Kesava Perumal a Kooran [a uns 9km)

Temples de Siva:
- Kailasnatha
- Ekambareswarar
- Kachi Metrali
- Onakanthan Tali
- Kachi Anekatangapadam
- Kachi Nerikkaaraikkadu
- Kuranganilmuttam
- Tiru Maakaral
- Tiruvothur
- Panankattur
- Sangupani Vinayakar
- Vazhakarutheeswarar
- Thirumetrali
- Satyanadeeswara o Budhan
- Adhi Kamakshi
- Kanaka Durga, Koneri Kuppam

Temple janista:
- Thiruparruthikundram